# New Year's Revolution
New Year's Revolution è stato un evento in pay-per-view di wrestling organizzato annualmente dalla World Wrestling Entertainment tra il 2005 e il 2007.

## Edizioni
| Edizione        | Data           | Città       | Sede                   | Main event                                                                       |
| --------------- | -------------- | ----------- | ---------------------- | -------------------------------------------------------------------------------- |
| 2005 (Dettagli) | 9 gennaio 2005 | San Juan    | Coliseo de Puerto Rico | Batista vs. Chris Benoit vs. Chris Jericho vs. Edge vs. Randy Orton vs. Triple H |
| 2006 (Dettagli) | 8 gennaio 2006 | Albany      | Pepsi Arena            | Edge vs. John Cena                                                               |
| 2007 (Dettagli) | 7 gennaio 2007 | Kansas City | Kemper Arena           | John Cena vs. Umaga                                                              |